# Ernst Brandenburg (Ministerialbeamter)

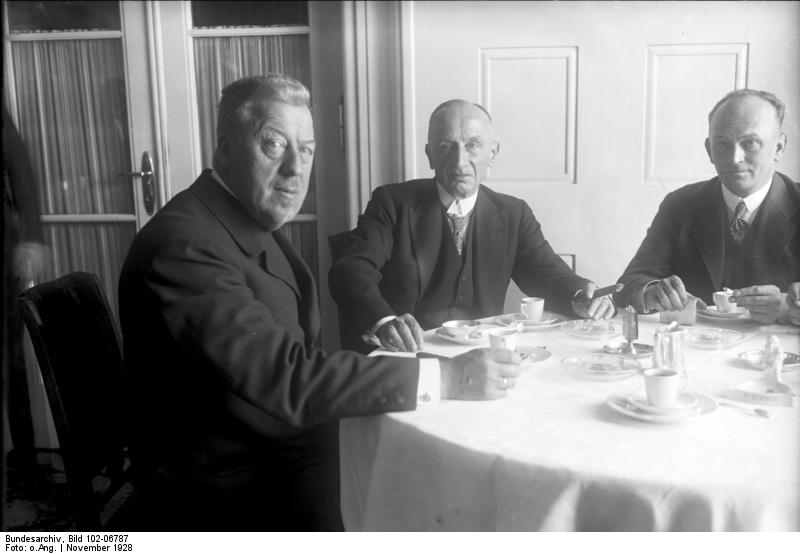
V. l. n. r.: Hugo Eckener, Reichsverkehrsminister Theodor von Guérard und Ernst Brandenburg im November 1928. Im Oktober 1928 hatte Brandenburg an der Fahrt der Graf Zeppelin von Friedrichshafen nach Lakehurst teilgenommen.

Ernst Bruno Brandenburg (* 4. Juni 1883 in Sophienfelde bei Znin; † 1. Juli 1952 in Bonn) war ein deutscher Offizier und Ministerialbeamter.

## Leben
Brandenburg war Sohn eines Gutsbesitzers. Nach dem Schulbesuch schlug er eine Offizierslaufbahn ein und wurde mit Patent vom 18. August 1903 zum Leutnant im 6. Westpreußischen Infanterie-Regiment Nr. 149 der Preußischen Armee befördert. Er diente dort u. a. als Adjutant des I. Bataillons. Am 5. April 1909 wurde er mit dem Erwerb des nötigen Patents zum Freiballonführer und führte in dieser Eigenschaft bis zum Herbst 1913 acht Fahrten aus. Im März 1911 kommandierte man ihn kurzzeitig nach Döberitz zur Lehr- und Versuchsanstalt für Flugwesen. Am 18. August 1912 zum Oberleutnant befördert, stieg Brandenburg zum Regimentsadjutant auf.
In dieser Stellung war er auch bei Ausbruch des Ersten Weltkriegs. Mit seinem Regiment nahm Brandenburg an den Kampfhandlungen in Belgien teil und machte die Schlachten an der Marne und bei Ypern mit. Dort wurde er am 2. November 1914 durch einen Schuss in den Knöchel verwundet und am 28. des Monats zum Hauptmann befördert, meldete sich Brandenburg nach mehrmonatigem Lazarettaufenthalt am 1. November 1915 zur Fliegertruppe und ließ sich zunächst als Beobachter, später zum Flugzeugführer ausbilden. Ab Juni 1916 in einem Bombergeschwader eingesetzt, erhielt er für seine Leistungen neben beiden Klassen des Eisernen Kreuzes im Januar 1917 das Ritterkreuz des Königlichen Hausordens von Hohenzollern mit Schwertern. Am 5. März 1917 wurde Brandenburg zum Kommodore des neuaufgestellten Kampfgeschwaders 3 der Obersten Heeresleitung (Kagohl 3) ernannt. In dieser Stellung führte er mehrfach Bombenangriffe gegen England durch – den ersten davon am 25. Mai 1917 mit 23 G.IV-Bombern – die dem Verband die Bezeichnung „England-Geschwader“ eintrugen. Eine bemerkenswerte Aktion war dabei ein Angriff mit siebzehn Großflugzeugen auf die englische Hauptstadt London am 13. Juni 1917, bei dem 4400 kg Bomben abgeworfen wurden, die einen Bahnhof, eine Themsebrücke, Docks und Lagerhäuser in Brand setzten. Bei diesem Angriff handelte es sich um einen der ersten deutschen Luftangriffe mittels Flugzeugen auf britisches Territorium überhaupt. Dafür wurde Brandenburg am 14. Juni 1917 im Hauptquartier in Kreuznach die höchste preußische Tapferkeitsauszeichnung, der Orden Pour le Mérite verliehen. Nach der Verleihung stürzte das Flugzeug Brandenburgs auf dem Rückflug zur Front während des Starts ab. Der Flugzeugführer Hans Ulrich von Trotha wurde getötet, Brandenburg selbst überlebte schwer verletzt und verlor das rechte Bein. Nach seiner Genesung übernahm er am 12. November 1917 abermals das Kagohl 3 und führte es bis zum Kriegsende.
Nach dem Waffenstillstand schied Brandenburg 1920 als Major aus dem aktiven Militärdienst.
In der Weimarer Republik war Brandenburg als höherer Beamter im Reichsverkehrsministerium tätig, wo er von 1924 bis 1933 die Abteilung L (Luftfahrt) leitete. In dieser Funktion vertrat er die deutschen Interessen beim Zustandekommen des Pariser Luftfahrtabkommens vom Mai 1926. Er beteiligte sich 1926 intensiv an der Gründung der Deutschen Luft Hansa AG. Er plante, eine vorrangig zivile Ausrichtung zu verhindern, und wollte die Rüstungsindustrie von Beginn an mit im Boot haben. 1928 teilte ihm die italienische Luftfahrtabteilung mit, dass großes Interesse an der Wiedereinrichtung von Luftattachés bestünde und deutsche Attachés wieder gern in Italien gesehen würden. Im Januar 1929 erhielt Brandenburg die Ehrendoktorwürde eines Dr.-Ing. der TH Braunschweig für seine Verdienste auf dem Gebiet der Förderung der Luftfahrtentwicklung. 1932 und 1933 nahm Brandenburg als Sachverständiger für Luftfahrfragen an der Abrüstungskonferenz in Genf teil. In der Zeit des Nationalsozialismus amtierte er von 1933 bis 1942 als Leiter der Abteilung K (Abteilung für Kraftfahr- und Landstraßenwesen), seit 1935 als Ministerialdirektor, im Reichsverkehrsministerium.
Am 1. November 1934 trat er mit der Mitgliedsnummer 649 der Bekennenden Kirche (St. Annen in Berlin-Dahlem) bei.
Brandenburg erhielt am 27. August 1939, dem sogenannten Tannenbergtag, den Charakter als Oberst verliehen.
1942 wurde er wegen „politischer Unzuverlässigkeit“ (Bekennende Kirche) aller seiner Ämter enthoben.
1948 fungierte Brandenburg als Berater des Parlamentarischen Rates. Im Jahr 1950 trat er letztmals öffentlich in Erscheinung, als er im Prozess gegen den ehemaligen SS-Angehörigen Kurt Gildisch vor dem Landgericht Berlin wegen der Ermordung des Ministerialdirektors im Verkehrsministerium Erich Klausener im Jahr 1934 als Belastungszeuge auftrat. Kurz vor seinem Tod erhielt Brandenburg noch das Große Verdienstkreuz des Verdienstordens der Bundesrepublik Deutschland.